# Brian Dennehy
Brian Manion Dennehy (Bridgeport, Connecticut, 1938. július 9. – New Haven, Connecticut, 2020. április 15.) kétszeres Tony- és Golden Globe-díjas amerikai színész. 
Több ismert filmben játszott emlékezetes karakterszerepeket, főleg az 1980-as és az 1990-es években. Az ügynök halála 2000-es filmváltozatának főszereplőjeként Golden Globe-díjat nyert.

## Élete és pályafutása
Apja az Associated Press szerkesztője volt, két testvére van. 1959-től az amerikai tengerészgyalogságnál szolgált. Később valótlanul azt állította, részt vett a vietnámi háborúban, de miután ezt megcáfolták elismerte, hogy nem mondott igazat. A katonaság után a Columbia Egyetemre ment, ahol történelemből diplomázott és egyetemi rögbijátékos volt. Ezután a Yale Egyetemen folytatott drámai tanulmányokat.
Filmes karrierje 1977-ben kezdődött. Először olyan tévésorozatokban szerepelt, mint például a Kojak, de felbukkant a Dallas egy epizódjában is. Első filmje a szintén 1977-es Nappalok és éjszakák volt. Egy évvel később az Óvakodj a törpétől című kalandfilmben szerepelt, de ekkori szerepei nagyját sorozatok és tévéfilmek alkották. Az áttörést a Rambo – Első vér (1982) című akciófilm hozta el számára, melyben a helyi kisvárosi seriffet, a Rambóval konfliktusba kerülő Will Teasle-t alakította. Karrierje ezután indult be, egymás után jöttek a különböző, emlékezetes karakterszerepek olyan, sokféle műfajú filmekben, mint a Gorkij park (1983) című thriller, a Selyemgubó (1985) című sci-fi, a Silverado (1985) című western, a Trükkös halál (1986) című kalandfilm, vagy a Törvényszéki héják (1986) című bűnügyi film. Szerepelt korábbi filmjei folytatásaiban is, mint a Selyemgubó 2. (1988) és a Trükkös halál 2. (1991). 
Eközben a televízióval sem szakadt meg a kapcsolata, sorozatokban és tévéfilmekben továbbra is látni lehetett. Az 1990-es években olyan ismert filmjei voltak, mint az Ártatlanságra ítélve (1990), a Tommy Boy (1995), a Henrietta csillaga (1995), vagy a Rómeó + Júlia (1996). A 2000-es évektől lényegében már csak tévéfilmek és sorozatok alkalmi szerepei jelentették a karrierje állomásait, de animációs filmekben is szinkronizált. 

## Filmográfia

### Film
| Év   | Magyar cím                           | Eredeti cím                                | Szerep                                             | Magyar hang                   |
| ---- | ------------------------------------ | ------------------------------------------ | -------------------------------------------------- | ----------------------------- |
| 1977 | Nappalok és éjszakák                 | Looking for Mr. Goodbar                    | sebész                                             |                               |
| 1977 | Majdnem futball                      | Semi-Tough                                 | T.J. Lambert                                       |                               |
| 1978 | Ö.K.Ö.L.                             | F.I.S.T.                                   | Frank Vasco                                        |                               |
| 1978 | Óvakodj a törpétől                   | Foul Play                                  | Fergie                                             | Csurka László (1-2. szinkron) |
| 1978 | Óvakodj a törpétől                   | Foul Play                                  | Fergie                                             | Németh Gábor (3. szinkron)    |
| 1979 | Butch és Sundance – A korai idők     | Butch and Sundance: The Early Days         | O.C. Hanks                                         | Dengyel Iván                  |
| 1979 | Bombanő                              | 10                                         | Don a pultos                                       | Szokolay Ottó                 |
| 1980 | Zálogocska                           | Little Miss Marker                         | Herbie                                             | Ujlaki Dénes                  |
| 1982 | Rémképtár                            | Split Image                                | Kevin Stetson                                      |                               |
| 1982 | Rambo – Első vér                     | First Blood                                | Will Teasle seriff                                 | Kránitz Lajos                 |
| 1983 | Ne féljünk a farkastól!              | Never Cry Wolf                             | Rosie Little                                       | Dózsa László                  |
| 1983 | Gorkij Park                          | Gorky Park                                 | William Kirwill                                    | Kránitz Lajos                 |
| 1984 | Utazó koporsó                        | Finders Keepers                            | Frizzoli polgármester                              | Koroknay Géza                 |
| 1984 | Folyami patkány                      | The River Rat                              | Doc Cole                                           | Háda János                    |
| 1985 | Selyemgubó                           | Cocoon                                     | Walter                                             | Gáti Oszkár                   |
| 1985 | Silverado                            | Silverado                                  | Cobb seriff                                        | Huszár László                 |
| 1985 | Silverado                            | Silverado                                  | Cobb seriff                                        | Gesztesi Károly               |
| 1985 | Még egy lehetőség                    | Twice in a Lifetime                        | Nick                                               | Kránitz Lajos                 |
| 1986 | Trükkös halál                        | F/X                                        | Leo McCarthy nyomozó                               | Gáti Oszkár                   |
| 1986 | Trükkös halál                        | F/X                                        | Leo McCarthy nyomozó                               | Konrád Antal                  |
| 1986 | Trükkös halál                        | F/X                                        | Leo McCarthy nyomozó                               | Bolla Róbert                  |
| 1986 | A Csekk a postán van                 | The Check Is in the Mail                   | Richard Jackson                                    |                               |
| 1986 | Törvényszéki héják                   | Legal Eagles                               | C.J. Cavanaugh                                     | Huszár László                 |
| 1987 | Az építész hasa                      | The Belly of an Architect                  | Stourley Kracklite                                 | Barbinek Péter                |
| 1987 | Bestseller: Egy bérgyilkos vallomása | Best Seller                                | Dennis Meechum hadnagy                             | Bujtor István                 |
| 1987 | Bestseller: Egy bérgyilkos vallomása | Best Seller                                | Dennis Meechum hadnagy                             | Uri István                    |
| 1988 | Visszatérés a fagyos folyóhoz        | The Man from Snowy River II                | Harrison                                           | Gesztesi Károly               |
| 1988 | Távol az otthontól                   | Miles from Home                            | Frank Roberts Sr.                                  | nem szólal meg                |
| 1988 | Selyemgubó 2.                        | Cocoon: The Return                         | Walter (stáblistán nem szerepel)                   |                               |
| 1989 | Indio                                | Indio                                      | Whytaker                                           |                               |
| 1989 |                                      | Georg Elser – Einer aus Deutschland        | Wagner                                             |                               |
| 1990 | Kék kopó                             | The Last of the Finest (Blue Heat)         | Frank Daly                                         | Kránitz Lajos                 |
| 1990 | Kék kopó                             | The Last of the Finest (Blue Heat)         | Frank Daly                                         | Bognár Tamás                  |
| 1990 | Ártatlanságra ítélve                 | Presumed Innocent                          | Raymond Horgan                                     | Kránitz Lajos                 |
| 1991 | Trükkös halál 2.                     | F/X2                                       | Leo McCarthy                                       | Láng József                   |
| 1991 | Trükkös halál 2.                     | F/X2                                       | Leo McCarthy                                       | Bolla Róbert                  |
| 1992 | Gladiátor                            | Gladiator                                  | Jimmy Horn                                         | Konrád Antal                  |
| 1995 | Tommy Boy                            | Tommy Boy                                  | Tom 'Big Tom' Callahan II                          | Csurka László                 |
| 1995 | Henrietta csillaga                   | The Stars Fell on Henrietta                | Dave 'Big Dave' McDermot                           | Koroknay Géza                 |
| 1996 | Rómeó + Júlia                        | Romeo + Juliet                             | Ted Montague                                       | Bácskai János                 |
| 1999 |                                      | Out of the Cold                            | David Bards                                        |                               |
| 1999 | A cég nevében                        | Silicon Towers                             | Tom Warner                                         |                               |
| 2000 |                                      | Dish Dogs                                  | Frost                                              |                               |
| 2001 | Kapás van!                           | Summer Catch                               | John Schiffner                                     | Papp János                    |
| 2002 | Ellopott nyár                        | Stolen Summer                              | Kelly atya                                         | Kránitz Lajos                 |
| 2002 |                                      | Code Yellow: Hospital at Ground Zero       | narrátor                                           |                               |
| 2002 |                                      | Drawing First Blood (rövidfilm)            | önmaga                                             |                               |
| 2004 | Utál a csaj                          | She Hate Me                                | Billy Church bizottsági elnök                      | Barbinek Péter                |
| 2005 | A 13-as rendőrőrs                    | Assault on Precinct 13                     | Jasper O'Shea                                      | Koroknay Géza                 |
| 2005 |                                      | Tommy Boy: Behind the Laughter (rövidfilm) | 'önmaga                                            |                               |
| 2005 | Véres utcák                          | 10th and Wolf                              | Horvath ügynök                                     |                               |
| 2006 | Kis nagy hős                         | Everyone's Hero                            | Babe Ruth (hangja)                                 | Tóth Zoltán                   |
| 2006 |                                      | The Ultimate Gift                          | Gus                                                |                               |
| 2007 | L’ecsó                               | Ratatouille                                | Django (hangja)                                    | Végvári Tamás                 |
| 2007 |                                      | Welcome to Paradise                        | Bobby Brown                                        |                               |
| 2007 |                                      | War Eagle, Arkansas                        | Pop                                                |                               |
| 2008 | Cat City – Ördögi bosszú             | Cat City                                   | Harold Vogessor                                    |                               |
| 2008 | A törvény gyilkosa                   | Righteous Kill                             | J.D. Hingus hadnagy                                | Barbinek Péter                |
| 2010 | Minden nap                           | Every Day                                  | Ernie                                              | Dengyel Iván                  |
| 2010 | Félédes álom                         | Meet Monica Velour                         | Pop Pop                                            | Barbinek Péter                |
| 2010 | A következő három nap                | The Next Three Days                        | George Brennan                                     | Koroknay Géza                 |
| 2010 | A daytoni majom-per                  | Alleged                                    | Clarence Darrow                                    | Beregi Péter                  |
| 2011 | Vad évad                             | The Big Year                               | Raymond Harris                                     | Papp János                    |
| 2012 |                                      | Twelfth Night                              | Sir Toby Belch                                     |                               |
| 2015 | Kupák lovagja                        | Knight of Cups                             | Joseph                                             | Papp János                    |
| 2018 | Sirály                               | The Seagull                                | Sorin                                              | Kőszegi Ákos                  |
| 2018 | Haverok harca                        | Tag                                        | Mr. Cilliano, Randy apja (stáblistán nem szerepel) |                               |
| 2018 | A Sway-tó kincse                     | The Song of Sway Lake                      | Hal Sway                                           |                               |
| 2019 | Találkozások                         | Driveways                                  | Del                                                |                               |
| 2019 |                                      | Master Maggie (rövidfilm)                  | önmaga                                             |                               |
| 2019 |                                      | 3 Days with Dad                            | Bob Mills                                          |                               |
| 2020 |                                      | Son of the South (posztumusz megjelenés)   | J.O. Zellner                                       |                               |

### Televízió

#### Tévéfilm
| Év   | Magyar cím                      | Eredeti cím                                     | Szerep                      | Magyar hang    |
| ---- | ------------------------------- | ----------------------------------------------- | --------------------------- | -------------- |
| 1977 |                                 | Bumpers                                         | Ernie Stapp                 |                |
| 1977 |                                 | Johnny, We Hardly Knew Ye                       | dokkmunkás                  |                |
| 1977 |                                 | It Happened at Lakewood Manor                   | tűzoltóparancsnok           |                |
| 1978 |                                 | A Real American Hero                            | Buford Pusser               |                |
| 1978 | Ruby és Oswald                  | Ruby and Oswald                                 | George Paulsen              |                |
| 1978 | Halál Canaanban                 | A Death in Canaan                               | Barney Parsons              | Vajda László   |
| 1979 |                                 | Dummy                                           | Ragoti                      |                |
| 1979 |                                 | The Jericho Mile                                | Dr. D                       |                |
| 1979 |                                 | Silent Victory: The Kitty O'Neil Story          | Mr. O'Neil                  |                |
| 1980 |                                 | The Seduction of Miss Leona                     | Bliss Dawson                |                |
| 1981 | A túlélő                        | Skokie                                          | Arthur Buchanan rendőrfőnök |                |
| 1981 |                                 | Fly Away Home                                   | Tim Arnold                  |                |
| 1983 | Minden nő csak azt akarja       | I Take These Men                                | Phil Zakarian               |                |
| 1983 |                                 | Blood Feud                                      | Edward Grady Partin         |                |
| 1984 |                                 | Off Sides (Pigs vs. Freaks)                     | Cheever őrmester            |                |
| 1986 |                                 | Acceptable Risks                                | Don Sheppard                |                |
| 1987 | Az afrikai oroszlán             | The Lion of Africa                              | Sam Marsh                   | Gáti Oszkár    |
| 1988 | Egy apa bosszúja                | A Father's Revenge                              | Paul Hobart                 |                |
| 1989 | A nap                           | Day One                                         | Leslie Groves tábornok      | Kránitz Lajos  |
| 1989 | Tökéletes tanú                  | Perfect Witness                                 | James Falcon                | Kránitz Lajos  |
| 1990 |                                 | A Killing in a Small Town                       | Ed Reivers                  |                |
| 1990 | Apa és fia                      | Rising Son                                      | Gus Robinson                |                |
| 1990 | A szerelmes titkosügynök        | Pride and Extreme Prejudice                     | Bruno Morenz                |                |
| 1991 |                                 | In Broad Daylight                               | Len Rowan                   |                |
| 1992 | A nagy gyémántrablás            | The Diamond Fleece                              | Merritt Outlaw hadnagy      | Kránitz Lajos  |
| 1992 | A politika színpadán            | Teamster Boss: The Jackie Presser Story         | Jackie Presser              |                |
| 1992 | Elkapni a gyilkost              | To Catch a Killer                               | John Wayne Gacy             |                |
| 1992 | Fogadkozások és hazugságok      | Deadly Matrimony                                | Jack Reed őrmester          | Gáti Oszkár    |
| 1993 | Külügyi szívügyek               | Foreign Affairs                                 | Chuck Mumpson               | Kránitz Lajos  |
| 1993 | Az ördög prófétája              | Prophet of Evil: The Ervil LeBaron Story        | Ervil LeBaron               |                |
| 1993 | Utolsó felhívás                 | Final Appeal                                    | Perry Sundquist             |                |
| 1993 |                                 | Jack Reed: Badge of Honor                       | Jack Reed őrmester          |                |
| 1994 | Szabadságon                     | Leave of Absence                                | Sam                         |                |
| 1994 | Becsületes zsaru                | Jack Reed: A Search for Justice                 | Jack Reed őrmester          | Kránitz Lajos  |
| 1995 | Jack Reed: A becsületes zsaru   | Jack Reed: One of Our Own                       | Jack Reed őrmester          |                |
| 1995 | Perben a múlttal                | Shadow of a Doubt                               | Charlie Sloan               |                |
| 1996 |                                 | Jack Reed: A Killer Among Us                    | Jack Reed őrmester          |                |
| 1996 | Jack Reed: Death and Vengeance  |                                                 | Jack Reed őrmester          |                |
| 1996 | Steve Martini: Túlzott befolyás | Undue Influence                                 | Paul Madriani               |                |
| 1997 |                                 | Indefensible: The Truth About Edward Brannigan  | Eddie Brannigan             |                |
| 1998 | A félelem hajója                | Voyage of Terror                                | amerikai elnök              |                |
| 1998 | Az Öböl-háború                  | Thanks of a Grateful Nation                     | Riegle szenátor             |                |
| 1999 | Komputerzsaruk                  | NetForce                                        | Lowell Davidson             |                |
| 1999 |                                 | Sirens                                          | Denby hadnagy               |                |
| 2000 | Bombabiztos                     | Fail Safe                                       | Bogan tábornok              | Papp János     |
| 2000 |                                 | Death of a Salesman                             | Willy Loman                 |                |
| 2001 | Red Rock őre                    | Warden of Red Rock                              | Church seriff               |                |
| 2001 | Három vak egér                  | Three Blind Mice                                | Matthew Hope                | Koroknay Géza  |
| 2002 |                                 | A Season on the Brink                           | Bobby Knight                |                |
| 2003 | Az Enron-botrány                | The Crooked E: The Unshredded Truth About Enron | Mr. Blue                    | Papp János     |
| 2003 | Tavasz Rómában                  | The Roman Spring of Mrs. Stone                  | Tom Stone                   |                |
| 2004 | Szupervihar                     | Category 6: Day of Destruction                  | Andy Goodman                | Barbinek Péter |
| 2005 |                                 | Our Fathers                                     | Dominic Spagnolia atya      |                |
| 2005 |                                 | The Exonerated                                  | Gary Gauger                 |                |
| 2007 | Marco Polo                      | Marco Polo                                      | Kubiláj kán                 | Szersén Gyula  |
| 2013 |                                 | The Challenger Disaster                         | William P. Rogers           |                |
| 2015 |                                 | The Ultimate Legacy                             | Gus Caldwell                |                |
| 2017 |                                 | A Very Merry Toy Store                          | Joe Haggarty                |                |

#### Sorozat
| Év        | Magyar cím                                   | Eredeti cím                       | Szerep                      | Megjegyzések                             |
| --------- | -------------------------------------------- | --------------------------------- | --------------------------- | ---------------------------------------- |
| 1977      | Kojak                                        | Kojak                             | Peter Connor                | 1 epizód                                 |
| 1977      |                                              | Serpico                           | Jody                        | 1 epizód                                 |
| 1977      |                                              | Lanigan's Rabbi                   | Burton Tree                 | 1 epizód                                 |
| 1977      |                                              | Police Woman                      | Burrows                     | 1 epizód                                 |
| 1977      |                                              | Lou Grant                         | Wilson                      | 1 epizód                                 |
| 1977      | M*A*S*H                                      | M*A*S*H                           | Ernie Connors őrmester      | 1 epizód                                 |
| 1977      |                                              | Lucan                             | Fisher                      | 1 epizód                                 |
| 1977      |                                              | The Fitzpatricks                  | Coach Hatfield              | 1 epizód                                 |
| 1978      |                                              | Pearl                             | Otto Chain őrmester         | minisorozat (3 epizód)                   |
| 1978      | Dallas                                       | Dallas                            | Luther Frick                | 1 epizód                                 |
| 1978      |                                              | The Tony Randall Show             | Brian Sr.                   | 1 epizód                                 |
| 1979      |                                              | Big Shamus, Little Shamus         | Arnie Sutter                | 2 epizód                                 |
| 1979      |                                              | Knots Landing                     | James Cargill               | 1 epizód                                 |
| 1980      |                                              | A Rumor of War                    | Ned Coleman őrmester        | minisorozat (2 epizód)                   |
| 1981      | Dinasztia                                    | Dynasty                           | Jake Dunham kerületi ügyész | 5 epizód                                 |
| 1981      |                                              | Darkroom                          | Roland                      | 1 epizód                                 |
| 1982      |                                              | Star of the Family                | Leslie Krebs                | 10 epizód                                |
| 1984      | Cagney és Lacey                              | Cagney & Lacey                    | Michael MacGruder           | 1 epizód                                 |
| 1984      |                                              | Hunter                            | Dr. Bolin                   | 1 epizód                                 |
| 1985      |                                              | Evergreen                         | Matthew Malone              | minisorozat (3 epizód)                   |
| 1985      |                                              | The Last Place on Earth           | Frederick Cook              | minisorozat (2 epizód)                   |
| 1985      |                                              | Tall Tales & Legends              | Buffalo Bill                | 1 epizód                                 |
| 1987      | Miami Vice                                   | Miami Vice                        | Billy Bob Proverb atya      | - 1 epizód - magyar hangja: - Papp János |
| 1987      |                                              | Faerie Tale Theatre               | Neptune király (hangja)     | 1 epizód                                 |
| 1993      |                                              | Murder in the Heartland           | John McArthur               | minisorozat (2 epizód)                   |
| 1994      |                                              | Birdland                          | Dr. Brian McKenzie          | 4 epizód                                 |
| 1996      | Texasi krónikák: A Holtak útján              | Dead Man's Walk                   | Chvallie őrnagy             | minisorozat (2 epizód)                   |
| 1996      |                                              | Nostromo                          | Joshua C. Holyrod           | minisorozat (4 epizód)                   |
| 1998–2003 | Divatalnokok                                 | Just Shoot Me                     | 'Red' Finch                 | 4 epizód                                 |
| 2001      |                                              | The Fighting Fitzgeralds          | Fitzgerald                  | 10 epizód                                |
| 2005      | Az elnök emberei                             | The West Wing                     | Rafe Framhagen szenátor     | 1 epizód                                 |
| 2006      | 4400                                         | The 4400                          | Mitch Baldwin               | 1 epizód                                 |
| 2007      | Esküdt ellenségek: Különleges ügyosztály     | Law & Order: Special Victims Unit | Judson Tierney              | 1 epizód                                 |
| 2007      | A sci-fi mesterei                            | Masters of Science Fiction        | Bedzyk                      | - 1 epizód - magyar hangja: - Papp János |
| 2008      | A stúdió                                     | 30 Rock                           | Mickey J.                   | 1 epizód                                 |
| 2009      | Egy kapcsolat szabályai                      | Rules of Engagement               | Roy                         | 1 epizód                                 |
| 2010      | Született detektívek                         | Rizzoli & Isles                   | Kenny Leahy nyomozó         | 1 epizód                                 |
| 2012      | A férjem védelmében                          | The Good Wife                     | 'Bucky' Stabler             | 2 epizód                                 |
| 2013      | The Big C – A nagy C                         | The Big C                         | Mr. Tolkey                  | 1 epizód                                 |
| 2015      |                                              | Public Morals                     | Joe Patton                  | 8 epizód                                 |
| 2016–2020 | Feketelista                                  | The Blacklist                     | Dominic Wilkinson           | 9 epizód                                 |
| 2017      |                                              | Hap and Leonard                   | Valentine Otis seriff       | 6 epizód                                 |
| 2020      | Los Angeles-i rémtörténetek: Angyalok városa | Penny Dreadful: City of Angels    | Jerome Townsend             | 1 epizód                                 |